# Diocesi di Eresso
La diocesi di Eresso (in latino: Dioecesis Eressiensis) è una sede soppressa e sede titolare della Chiesa cattolica.

## Storia
Eresso, sull'isola di Lesbo, è un'antica sede vescovile della Grecia, suffraganea dell'arcidiocesi di Mitilene.
La diocesi è sconosciuta al Le Quien, autore dell'opera Oriens Christianus. Nelle Notitiae Episcopatuum del patriarcato di Costantinopoli, Eresso compare per la prima volta all'inizio X secolo, nella Notitia tradizionalmente attribuita all'imperatore Leone VI, al primo posto tra le suffraganee di Mitilene. La diocesi è documentata ancora in altre Notitiae fino al XV secolo.
Si conoscono solo tre vescovi per questa diocesi. Alcuni sigilli vengono attribuiti, con il beneficio del dubbio, a due vescovi di Eresso. Due di questi, uno scoperto a Efeso e l'altro di proprietà privata, riportano il nome di Andrea, vescovo forse di Eresso, secondo alcune interpretazioni dei monogrammi riportati dai sigilli; questi vengono datati alla prima metà del VII secolo. Un terzo sigillo, datato all'inizio dell'XI secolo, riporta il nome di Basilio: incerta è l'attribuzione di questo vescovo a Eresso o a Gerisso. Le fonti documentarie attestano l'esistenza di un vescovo nella seconda metà del XIII secolo, Teodoro, vissuto all'epoca del patriarca Arsenio Autoreiano.
Dal 1933 Eresso è annoverata tra le sedi vescovili titolari della Chiesa cattolica; la sede è vacante dal 26 settembre 1997.

## Cronotassi dei vescovi greci
- Andrea ? † (prima metà del VII secolo)
- Basilio ? † (inizio dell'XI secolo)
- Teodoro † (seconda metà del XIII secolo)

## Cronotassi dei vescovi titolari
- Zenón Arámburu Urquiola, S.I. † (7 luglio 1936 - 11 aprile 1946 nominato vescovo di Wuhu)
- Zacarías de Vizcarra y Arana † (2 aprile 1947 - 18 settembre 1963 deceduto)
- José María Querejeta Mendizábal, C.M.F. † (24 ottobre 1963 - 26 settembre 1997 deceduto)